# Valencia hispanica
Valencia hispanica, noto in italiano come nono iberico o ciprinodonte di Valencia è un pesce d'acqua dolce della famiglia Valenciidae.

## Distribuzione e habitat
È endemico della fascia costiera mediterranea spagnola tra Tortosa e Capo Sant'Antonio. Una popolazione ricordata storicamente per la Francia (Perpignan) è oggi estinta.
Vive quasi esclusivamente in acqua dolce, in lagune e canali, ha una bassa tolleranza verso l'acqua salmastra.

## Descrizione
Rirpetto agli altri killifish iberici (Aphanius iberus e A. baeticus) ha corpo più slanciato e schiacciato lateralmente. La livrea del maschio e della femmina ha più o meno gli stessi colori ma nel maschio questa è molto più coontrastata e vistosa. Il colore è bluatro o grigiastro con numerose linee verticali scure, più evidenti nella metà posteriore, la pinna caudale è gialla o arancione con bordo più scuro ed una serie di linee verticali di puntini scuri. Nel maschio le pinne dorsale ed anale arrivano alla base della pinna caudale, dietro l'opercolo branchiale del maschio c'è una macchia scura assente nella femmina, che inoltre ha le pinne trasparenti e può avere una fascia longitudinale scura non ben definita lungo tutto il corpo dall'opercolo al peduncolo caudale.
La taglia può raggiungere i 7 cm.

## Biologia
Non è una specie annuale come molti Aphanius ma vive fino a 4 anni.

### Alimentazione
Si nutre di piccoli invertebrati.

### Riproduzione
Avviene in primavera-estate, le uova aderiscono al substrato o alla vegetazione.

## Conservazione
Si tratta di una delle specie di pesci più a rischio della fauna europea. È minacciato dall'urbanizzazione dei suoi habitat, dall'inquinamento e dall'introduzione di specie aliene come la gambusia a cui non può, come fanno gli Aphanius, sfuggire in acque salate perché non è altrettanto eurialino.
Un programma di conservazione delle autorità locali valenciane comprendente ripopolamenti e reintroduzioni sembra aver fermato il declino delle popolazioni esistenti.